# Йохана Констанца Агнес Хелена фон Кастел-Кастел
Йохана Констанца Агнес Хелена фон Кастел-Кастел (на немски: Johanna Constanze Agnes Helene Gräfin von Castell-Castell; * 8 февруари 1822, Кастел; † 29 март 1863, Меерхолц в Гелнхаузен или в Кастел) е графиня от Кастел-Кастел и чрез женитба графиня на Изенбург-Бюдинген в Меерхолц.

## Произход
Тя е петата дъщеря на граф Фридрих Лудвиг Хайнрих фон Кастел-Кастел (1791 – 1875) и съпругата му принцеса Фридерика Кристиана Емилия фон Хоенлое-Лангенбург (1793 – 1859), дъщеря на 3. княз Карл Лудвиг фон Хоенлое-Лангенбург (1762 – 1825) и графиня Амалия Хенриета Шарлота фон Золмс-Барут (1768 – 1847).

## Фамилия
Йохана фон Кастел-Кастел се омъжва на 9 юни 1846 г. в Кастел за граф Карл Фридрих фон Изенбург-Бюдинген-Меерхолц (* 26 октомври 1819; † 30 март 1900), единственият син на граф Йозеф Фридрих Вилхелм Албрехт фон Изенбург-Бюдинген-Меерхолц (1772 – 1822) и съпругата му графиня Доротея фон Кастел-Кастел (1796 – 1864), дъщеря на граф Албрехт Фридрих Карл фон Кастел-Кастел (1766 – 1810) и принцеса Амалия фон Льовенщайн-Вертхайм-Фройденберг (1771 – 1823). Тя е първата му съпруга. Те имат децата:
- Фридрих фон Изенбург-Бюдинген-Меерхолц (* 10 август 1847, Меерхолц; † 29 март 1889, Меерхолц), наследствен граф на Изенбург-Бюдинген-Меерхолц, политик (1872 – 1878), женен на 20 юли 1875 г. в Грайц за принцеса Мария Ройс, ст. л. (* 19 март 1855, Грайц; † 31 декември 1909, Гетенбах, окръг Гелнхаузен)

- Хелена Емилия Доротея Ида Аделхайд Берта Елиза Жени Луиза Каролина Филипина (* 30 септември 1848, Меерхолц; † 3 ноември 1920, Меерхолц), неомъжена
- Клотилда Феодора Текла (* 19 март 1852, Меерхолц; † 21 март 1922, Меерхолц), неомъжена

- Густав Клеменс Юлиус Ернст (* 25/26 ноември 1853, Меерхолц; † 15 октомври 1862, Меерхолц)
- Волфганг Фридрих Карл Фердинанд (* 25/26 юли 1855, Меерхолц; † 12 юни 1859, Бад Зоден)
- Густав Клеменс Фридрих Карл Лудвиг (* 18 февруари 1863, Меерхолц; † 28 април 1929, Меерхолц), последният наследствен граф на линията Изенбург-Бюдинген-Меерхолц, политик (1901 – 1918), женен на 17 април 1896 в Гауерниц на Елба, Саксония, за графиня Текла Доната Шарлота фон Шьонбург-Валденбург (* 7 август 1867, Гауерниц; † 27 април 1939, Црквеница), дъщеря на принц Карл Ернст фон Шьонбург-Валденбург (1836 – 1915) и графиня София Шарлота Хелена фон Щолберг-Вернигероде (1840 – 1908); бездетен

Карл Фридрих се жени втори път на 21 ноември 1865 г. в Бюдинген за принцеса Агнес фон Изенбург-Бюдинген-Бюдинген (1843 – 1912).